# 柴县
柴县，中国古县名。
汉武帝元朔四年（前125年）四月，封齐孝王劉將閭子刘代为柴侯，刘代在位三十四年薨，谥号原。征和二年（前91年），刘勝之嗣为柴節侯，在位二十七年薨。元康二年（前64年），刘賢嗣为柴敬侯。三年，刘齊嗣为柴康侯。刘莫如嗣为柴恭侯，薨，无後。西汉改柴侯国置柴县，治所在今山东省新泰市西南柴城。属泰山郡。东汉废除柴县，地入梁父县。